# Schwedischer Leichtathletik-Verband
Der Schwedische Leichtathletik-Verband (schwedisch Svenska Friidrottsförbundet – SFIF) ist der Dachverband aller Leichtathletikvereine Schwedens.
Der Verband mit Sitz in Solna wurde am 30. Oktober 1895 gegründet und ist damit einer der ältesten Fachsportverbände innerhalb des Schwedischen Sportverbandes. Ursprünglich sollte der unter dem Namen Svenska Idrottsförbundet gegründete Verband alle Sportarten abdecken und veranstaltete daher anfangs für diverse Sportarten Landesmeisterschaften. Rund um die Jahrhundertwende entstanden jedoch diverse Spezialverbände, so dass sich der Verband letztlich auf Leichtathletik konzentrierte. Dies spiegelte sich auch in der Namensgebung wider, als sich der Verband 1950 den heute gültigen Namen gab.

## Schwedische Rekorde

### Männer (Freiluftdisziplinen)
Stand: 28. Juli 2008
| Disziplin                | Leistung                                                                                           | Name                                                                                      | Ort            | Datum         |
| ------------------------ | -------------------------------------------------------------------------------------------------- | ----------------------------------------------------------------------------------------- | -------------- | ------------- |
| 100-Meter-Lauf           | 10,18 s                                                                                            | Peter Karlsson                                                                            | Cottbus        | 09.06.1996    |
| 200-Meter-Lauf           | 20,38 s                                                                                            | Johan Wissman                                                                             | Göteborg       | 10.08.2006    |
| 400-Meter-Lauf           | 45,54 s                                                                                            | Jimisola Laursen                                                                          | Edmonton       | 04.08.2001    |
| 800-Meter-Lauf           | 1:45,45 min                                                                                        | Rizak Dirshe                                                                              | Cuxhaven       | 19.07.2003    |
| 1000-Meter-Lauf          | 2:17,80 min                                                                                        | Dan Waern                                                                                 | Karlstad       | 21.08.1959    |
| 1500-Meter-Lauf          | 3:36,49 min                                                                                        | Johnny Kroon                                                                              | Oslo           | 27.06.1985    |
| Meile                    | 3:54,45 min                                                                                        | Anders Gärderud                                                                           | Stockholm      | 30.06.1975    |
| 2000-Meter-Lauf          | 5:02,09 min                                                                                        | Anders Gärderud                                                                           | London         | 04.07.1975    |
| 3000-Meter-Lauf          | 7:42,24 min                                                                                        | Dan Glans                                                                                 | Oslo           | 05.07.1979    |
| 5000-Meter-Lauf          | 13:17,59 min                                                                                       | Anders Gärderud                                                                           | Stockholm      | 05.07.1976    |
| 10.000-Meter-Lauf        | 27:55,74 min                                                                                       | Jonny Danielson                                                                           | Södertälje     | 07.06.1989    |
| 10-Meilen-Lauf           | 47:10 min                                                                                          | David Nilsson                                                                             | Kōsa (Japan)   | 02.12.2018    |
| Stundenlauf              | 19.879 m                                                                                           | Dan Glans                                                                                 | Malmö          | 12.11.1975    |
| 20.000-Meter-Lauf        | 1:00:17,4 min                                                                                      | Dan Glans                                                                                 | Malmö          | 12.11.1975    |
| Halbmarathon             | 1:02:09 h                                                                                          | David Nilsson                                                                             | Ageo (Japan)   | 18.11.2018    |
| 25.000-Meter-Lauf        | 1:18:06,2 h                                                                                        | Owe Malmqvist                                                                             | Stockholm      | 07.08.1973    |
| 30.000-Meter-Lauf        | 1:38:49,0 h                                                                                        | Magnus Bergman                                                                            | Kvarnsveden    | 24.04.1976    |
| Marathonlauf             | 2:10:38 h                                                                                          | Kjell-Erik Ståhl                                                                          | Helsinki       | 14.08.1983    |
| 110-Meter-Hürdenlauf     | 13,35 s                                                                                            | Robert Kronberg                                                                           | Lausanne       | 04.07.2001    |
| 400-Meter-Hürdenlauf     | 47,98 s                                                                                            | Sven Nylander                                                                             | Atlanta        | 01.08.1996    |
| 3000-Meter-Hindernislauf | 8:08,02 min                                                                                        | Anders Gärderud                                                                           | Montreal       | 28.07.1976    |
| Hochsprung               | 2,42 m                                                                                             | Patrik Sjöberg                                                                            | Stockholm      | 30.06.1987    |
| Stabhochsprung           | 5,87 m                                                                                             | Oscar Janson                                                                              | Somero         | 29.06.2003    |
| Weitsprung               | 8,21 m                                                                                             | Mattias Sunneborn                                                                         | Malmö          | 27.06.1996    |
| Dreisprung               | 17,79 m                                                                                            | Christian Olsson                                                                          | Athen          | 22.08.2004    |
| Kugelstoßen              | 21,33 m                                                                                            | Hans Höglund                                                                              | Provo          | 06.06.1975    |
| Diskuswurf               | 71,26 m                                                                                            | Ricky Bruch                                                                               | Malmö          | 15.11.1984    |
| Hammerwurf               | 80,14 m                                                                                            | Tore Gustafsson                                                                           | Lappeenranta   | 04.07.1989    |
| Speerwurf                | 89,10 m                                                                                            | Patrik Bodén                                                                              | Austin (Texas) | 24.03.1990    |
| Zehnkampf                | 8403 Punkte                                                                                        | Henrik Dagård                                                                             | Talence        | 10/11.09.1994 |
|                          | 10,82 s – 7,37 m – 14,80 m – 1,97 m – 47,25 s – 14,24 m – 43,24 m – 5,00 m – 66,34 s – 4:39,91 min |                                                                                           |                |               |
| 4 × 100 m                | 38,63 s                                                                                            | Nationalmannschaft - Peter Karlsson - Torbjörn Mårtensson - Lars Hedner - Patrik Strenius | Atlanta        | 02.08.1996    |
|                          | |                                                                                           |                |               |
| 4 × 400 m                | 3:02,57 min                                                                                        | Nationalmannschaft - Erik Carlgren - Anders Faager - Kenth Öhman - Ulf Rönner             | München        | 10.09.1972    |

### Frauen (Freiluftdisziplinen)
Stand: 28. Juli 2008
| Disziplin                | Leistung                                                              | Name                                                                                | Ort           | Datum         |
| ------------------------ | --------------------------------------------------------------------- | ----------------------------------------------------------------------------------- | ------------- | ------------- |
| 100-Meter-Lauf           | 11,16 s                                                               | Linda Haglund                                                                       | Moskau        | 26.07.1980    |
| 200-Meter-Lauf           | 22,82 s                                                               | Linda Haglund                                                                       | Sittard       | 01.07.1979    |
| 400-Meter-Lauf           | 51,58 s                                                               | Moa Hjelmer                                                                         | Gävle         | 13.08.2011    |
| 800-Meter-Lauf           | 1:59,44 min                                                           | Malin Ewerlöf                                                                       | Budapest      | 19.08.1998    |
| 1000-Meter-Lauf          | 2:38,70 min                                                           | Maria Akraka                                                                        | Göteborg      | 24.08.1994    |
| 1500-Meter-Lauf          | 4:05,49 min                                                           | Malin Ewerlöf                                                                       | Luzern        | 24.06.1997    |
| Meile                    | 4:25,34 min                                                           | Malin Ewerlöf                                                                       | Bellinzona    | 18.08.1997    |
| 2000-Meter-Lauf          | 5:52,22 min                                                           | Sara Wedlund                                                                        | Stockholm     | 02.09.1995    |
| 3000-Meter-Lauf          | 8:48,87 min                                                           | Sara Wedlund                                                                        | Fana (Bergen) | 29.06.1996    |
| 5000-Meter-Lauf          | 15:06,90 min                                                          | Sara Wedlund                                                                        | Stockholm     | 08.07.1996    |
| 10.000-Meter-Lauf        | 31:57,15 min                                                          | Midde Hamrin                                                                        | Helsinki      | 19.08.1990    |
| Marathonlauf             | 2:30:39 h                                                             | Lena Gavelin                                                                        | Saint Denis   | 31.08.2003    |
| 100-Meter-Hürdenlauf     | 12,47 s                                                               | Ludmila Engquist                                                                    | Atlanta       | 29.07.1996    |
|                          | 12,47 s                                                               | Ludmila Engquist                                                                    | Sevilla       | 28.08.1999    |
| 400-Meter-Hürdenlauf     | 54,15 s                                                               | Ann-Louise Skoglund                                                                 | Stuttgart     | 30.08.1986    |
| 3000-Meter-Hindernislauf | 9:39,24 min                                                           | Ida Nilsson                                                                         | Göteborg      | 12.08.2006    |
| Hochsprung               | 2,06 m                                                                | Kajsa Bergqvist                                                                     | Eberstadt     | 26.07.2003    |
| Stabhochsprung           | 4,51 m                                                                | Kirsten Belin                                                                       | Göteborg      | 27.08.2002    |
| Weitsprung               | 6,99 m                                                                | Erica Johansson                                                                     | Lausanne      | 05.07.2000    |
| Dreisprung               | 14,29 m                                                               | Carolina Klüft                                                                      | Växjö         | 08.06.2008    |
| Kugelstoßen              | 18,13 m                                                               | Helena Engman                                                                       | Nordhausen    | 18.01.2008    |
| Diskuswurf               | 64,54 m                                                               | Anna Söderberg                                                                      | Aremark       | 31.07.1999    |
| Hammerwurf               | 69,09 m                                                               | Cecilia Nilsson                                                                     | Halle (Saale) | 24.05.2008    |
| Speerwurf                | 56,70 m                                                               | Annika Petersson                                                                    | Magglingen    | 01.07.2000    |
| Siebenkampf              | 7001 Punkte                                                           | Carolina Klüft                                                                      | Saint Denis   | 23/24.08.2003 |
|                          | 13,18 s – 1,94 m – 14,19 m – 22,98 s – 6,68 m – 49,90 s – 2:12,12 min |                                                                                     |               |               |
| 4 × 100 m                | 43,61 s                                                               | Nationalmannschaft - Emma Rienas - Carolina Klüft - Jenny Kallur - Susanna Kallur   | Göteborg      | 27.08.2005    |
|                          |                                                                       |                                                                                     |               |               |
| 4 × 400 m                | 3:31,28 min                                                           | Nationalmannschaft - Emma Björkman - Carolina Klüft - Ellinor Stuhrmann - Lena Auhn | Gävle         | 19.06.2005    |